# Paderne
Paderne – gmina w Hiszpanii, w prowincji A Coruña, w Galicji, o powierzchni 39,83 km². W 2011 roku gmina liczyła 2597 mieszkańców.